# Äußeres Mullwitzkees
Das Äußere Mullwitzkees ist ein Gletscher in der Venedigergruppe und liegt in der Kernzone des Nationalparks Hohe Tauern, südlich des Alpenhauptkamms und südöstlich des Großvenedigers. Es wird zusammen mit dem Zettalunitzkees, dem unteren Teil des Gletschers, oft einfach auch als Mullwitzkees bezeichnet. Westlich davon liegt das Rainerkees, das auch als Inneres Mullwitzkees bezeichnet wird. Im Jahr 2010 betrug die Gletscherfläche 3,03 km². Der höchste Punkt des Gletschers liegt bei 3400 m beim Hohen Zaun, der bis in den Gipfelbereich vergletschert ist. Die Gletscherzunge endete 2009 in einer Höhe von 2690 m.
Der größte Flächenanteil des Gletschers ist nach Süden ausgerichtet, nur kleinere Gebiete im unteren Bereich sind westlich, südwestlich oder südöstlich exponiert. Beim Mullwitzkees handelt es sich sowohl um einen Plateau- als auch um einen Talgletscher. Der Gletscher ist Teil des sogenannten „Dach Gottes“, wie das Gletscherplateau um den Großvenediger auch genannt wird. Die Grenze des Mullwitzkees in diesem Gletscherplateau wird entlang der Eisscheiden gezogen, solche gibt es zum Rainerkees im Westen, zum Schlatenkees im Norden und zum Frosnitzkees im Osten. Die aus den Gletscherflächen herausragenden Gipfel Rainerhorn, Hoher Zahn und Kristallwand bilden von West nach Ost sozusagen die Eckpunkte dieser Gletschergrenzen. Westlich des Gletschers befindet sich das Defreggerhaus. Das Mullwitzkees entwässert in den Zettalunitzachbach und über diesen in die Isel, einen Nebenfluss der Drau.
Aus 1998 durchgeführten Messungen ist bekannt, dass der Gletscher kein allzu mächtiges Firnbecken besitzt, die Gletscherdicke liegt größtenteils nur zwischen 50 und 70 Metern. Deshalb und aufgrund der südseitigen Ausrichtung ist zu erwarten, dass der Gletscher auf Klimaänderungen besonders sensibel reagiert. Aus diesem Grund wurde im September 2006 ein Projekt gestartet, das den Zusammenhang zwischen dem Erscheinungsbild des Gletschers und dem lokalen Klima untersuchen soll. Die Jahresmassenbilanz des Haushaltsjahres 2021/2022 betrug -2449 Millimeter Wasseräquivalent. Der Flächenanteil des Nährgebiets an der Gesamtfläche des Gletschers (Accumulation Area Ratio, AAR) betrug 0,007 %, die Höhe der Gleichgewichtslinie (Equilibrium Line Altitudes, ELA) lag über Gipfelhöhe. Mit -2449 Millimeter was umgerechnet eine Abschmelze von 6,282 Millionen Kubikmetern Wasser entspricht, ist ein neuer Rekord aufgestellt worden. Dazu kam es unter anderem da, dass Jahr mit einer deutlich unterdurchschnittlichen Schneebedeckung begann, der Winter 2021/22 gehört zu den drei schneeärmsten Wintern der bisher 16-jährigen Messreihe. Mitte März ereigneten sich mehrere Saharastaubereignisse, die Ablagerungen wurde im April wieder eingeschneit, führte aber nach neuerlicher Ausaperung zusammen mit überdurchschnittlich warmer Witterung zu einer stark beschleunigten Schneeschmelze.
| Jahr    | in Mio. m³ |
| ------- | ---------- |
| 2006/07 | -4,461     |
| 2007/08 | -1,980     |
| 2008/09 | -1,474     |
| 2009/10 | -1,481     |
| 2010/11 | -3,820     |
| 2011/12 | -3,741     |
| 2012/13 | -0,639     |
| 2013/14 | 0,343      |
| 2014/15 | -4,476     |
| 2015/16 | -2,382     |
| 2016/17 | -3,721     |
| 2017/18 | -3,440     |
| 2018/19 | -1,568     |
| 2019/20 | -1,009     |
| 2020/21 | -1,146     |
| 2021/22 | -6,282     |